# Hồng Thái, Kiến Xương
Hồng Thái là một xã của huyện Kiến Xương tỉnh Thái Bình, Việt Nam

## Vị trí
Xã nằm ở phía Đông huyện Kiến Xương, phía Bắc giáp xã Trà Giang, phía Tây Bắc giáp xã Quốc Tuấn, góc phía Tây giáp xã Bình Nguyên, phía Nam giáp Lê Lợi. Phía Đông xã Hồng Thái tiếp giáp với xã Thái Thành (huyện Thái Thụy) (ranh giới là sông Trà Lý).
Xã Hồng Thái có diện tích tự nhiên 639,5 ha, trong đó đất nông nghiệp 369ha. Dân số  6.064 khẩu, 1760 hộ, được phân bố ở 8 thôn gồm: Thượng Hoà, Nam Hoà, Bắc Dũng, Hữu Bộc, Tả Phụ, Dương Cước, Gia Mỹ và Xuân Cước.

## Lịch sử
Tới đầu thế kỷ 19, vùng đất xã Hồng Thái ngày nay thuộc tổng Đường Thâm (sau là tổng Đồng Xâm) huyện Chân Định phủ Kiến Xương trấn Sơn Nam Hạ (đến năm 1831 được chia về tỉnh Nam Định nhà Nguyễn). Tổng Đường Thâm lúc đó có 8 làng xã: Đường Thâm, Dục Dương, Thiền Quan, Lãng Đông, Vân Cước, Diệm Dương, Đắc Chúng (trang), Kim Cước. Đến cuối thế kỷ 19, khi tỉnh Thái Bình được thành lập năm 1890, vùng đất hiện là xã Hồng Thái thuộc tổng Đồng Xâm huyện Trực Định phủ Kiến Xương tỉnh Thái Bình, (tổng này khi đó gồm các làng xã: Dục Dương, Dương Cước, Đắc Chúng, Diễm Dương, Hữu Bộc, Lãng Đông, Năng Nhượng, Tả Phụ, Thuyền Định, Thượng Gia, Thượng Hòa, Trực Tầm, Xuân Cước).

## Kinh tế
Xã Hồng Thái có làng nghề Đồng Xâm là một làng nghề truyền thống nổi tiếng với nghề chạm bạc.